# 小幡政人
小幡 政人（おばた まさと、1945年4月1日 - ）は日本の元運輸・国土交通官僚。国土交通事務次官、鉄道建設・運輸施設整備支援機構理事長を務めた。茨城県土浦市出身。

## 経歴
- 1945年（昭和20年）4月1日、茨城県土浦市で生まれる。
- 土浦市立荒川沖小学校、土浦市立土浦第三中学校、茨城県立土浦第一高等学校を経て、東京大学法学部を卒業。
- 1968年（昭和43年）に運輸省（当時）に入省（船員局）。以後自動車交通局総務課長、大臣官房人事課長、内閣官房内閣参事官兼総理府内閣総理大臣官房人事課長、鉄道局長、大臣官房長を歴任し、2001年（平成13年）には国土交通事務次官に就任。
- その後、2002年（平成14年）に国土交通省退官。翌年、日本鉄道建設公団副総裁に就任し、さらに2004年（平成16年）、鉄道建設・運輸施設整備支援機構理事長に就任。
- 2008年（平成20年）、鉄道建設・運輸施設整備支援機構理事長を退任後、航空保安無線システム協会顧問に就任。
- 2009年（平成21年）には茨城県知事選挙に立候補したが、第2位で落選。日本海事センター会長（代表理事）に就任[1]。
- 2015年（平成28年）、春の叙勲で瑞宝重光章受章
- 2023年（令和5年）、民間企業の社長人事に介入[2]